# Orion Cinema Network
Orion Cinema Network (OCN) är en sydkoreansk kabel-TV-kanal, som ägs av CJ ENM.